# Ivan Cetrini

Ivan Manuel Cetrini Avila (22 de febrero de 1991, Asunción) es un futbolista paraguayo.

## Trayectoria
Comenzó jugando en la escuela de fútbol River Plate del Fútbol paraguayo desde el año 1997 al 1999. De este equipo pasó al Club Sportivo Trinidense en el año 1999 al 2004, donde formó parte del plantel Sub-15. Luego desde el 2004, integró el plantel de primera división e inferiores del Tacuary Fútbol Club (División de honor), realizando su debut oficial en primera división del fútbol paraguayo en el año 2009 (torneo clausura), jugando 4 partidos oficiales.  Sigue en el Tacuary Fútbol Club hasta el año 2010.
A partir del año 2011 al 2012 fue incorporado al Club Nacional, jugando en la división reserva de titular durante 30 partidos. Luego, en el  Club Sportivo Trinidense, llegó a formar parte del plantel de primera división  como titular durante 45 partidos en 60 fechas, periodo 2012 a 2013.
En la temporada 2014 -2015 fue al Club Cerro Cora (Division Ascenso), donde formó parte del equipo titular de primera, participando en 56 partidos.  Luego vuelve al Club Sportivo Trinidense (División Intermedia) en la temporada 2015-2016, participando del plantel de primera como titular en 17 partidos.
Del 2017 al 2018 ficha por el Club Teniente Fariña (Liga Guarambareña), participando del equipo titular de primera por 25 partidos obteniendo el título de Campeón de la Liga de forma invicta. En el primer semestre del 2018, jugó 13 partidos, obteniendo el título de Campeón de Campeones, logrando una plaza para participar en el primer torneo Copa Paraguay, realizado por la Asociación Paraguaya de Fútbol. En la misma Disputó contra el Club Deportivo Capiatá (club de primera división).
Desde el segundo semestre del 2018 hasta la actualidad, se encuentra en el Club 3 de Mayo (Liga Capiateña), jugando 20 partidos y obteniendo en 2018 el título de Campeón de la Liga. En el primer semestre del 2019 obtienen el título de Copa de Campeones, logrando una plaza para disputar la Copa Paraguay organizada por la Asociación Paraguaya de Fútbol.

## Trayectoria Selección Paraguaya
- Categoría Sub-11  
  - Copa Brasil – Uberlandia Brasil. Año 2002.
- Categoría Sub-12 
  - Mundialito – Islas Canarias España. Año 2003.
- Categoría Sub-14 
  - Copa Chile – Valparaíso Chile. Año 2004
- Categoría Sub-15 
  - Copa Mick Cup – Irlanda del Norte. Año 2005
  - Sudamericano – Santa Cruz Bolivia. Año 2005
- Categoría Sub-16  
  - Internacional Brasil – Brasil. Año 2006
  - Copa Chivas – Guadalajara México. Año 2006
- Categoría Sub-17  
  - Sudamericano – Quito Ecuador. Año 2007

## Clubes
| Club                     | País     | Año         |
| ------------------------ | -------- | ----------- |
| Tacuary Fútbol Club      | Paraguay | 2004 - 2011 |
| Club Nacional            | Paraguay | 2011-2012   |
| Club Sportivo Trinidense | Paraguay | 2012-2013   |
| Club Cerro Cora          | Paraguay | 2014-2015   |
| Club Sportivo Trinidense | Paraguay | 2015-2016   |
| Club Tte. Fariña         | Paraguay | 2017-2018   |
| Club 3 de Mayo           | Paraguay | 2018        |

|- align="center"
|Club Unión Ybyraro
| Paraguay
|2019- Actual
|}
- Datos: Q62594928